# Julius Schnorr von Carolsfeld
Julius Schnorr von Carolsfeld, född 26 mars 1794 i Leipzig, död 24 maj 1872 i Dresden, var en tysk målare. Han var son till Veit Hanns Schnorr von Carolsfeld, bror till Ludwig Ferdinand Schnorr von Carolsfeld och far till Ludwig Schnorr von Carolsfeld.
Han studerade för fadern och för Heinrich Friedrich Füger, begav sig 1817 till Florens och 1818 till Rom. Där slöt han sig till den Cornelius-Overbeckska kretsen, målade Bröllopet i Kana och övertog utförandet av freskerna i Ariostorummet i Villa Massimo, som 1821–1828 dekorerades av bland andra Friedrich Overbeck och Philipp Veit. Bland Schnorrs målningar från Romvistelsen är Den heliga familjen jämte Johannes Döparens familj (1818), Bebådelsen (1820) och Batseba (1825) kända.
Av det hundratal landskapsstudier efter naturen han utförde utkom 26 i reproduktion 1878. Schnorr blev 1827 professor i München och stannade där till 1846, då han flyttade till Dresden, där han blev direktör för akademien och målningsgalleriet. I München utförde han en serie fresker i det nya residenset: scener ur Nibelungenlied (många av dessa kompositioner återkom i praktverket Der Nibelunge Not, 1843) , ur Karl den stores, Fredrik Barbarossas och Rudolfs av Habsburg historia, koloristiskt svaga målningar, men dramatiskt åskådliga.
Till Maximilianeum målade han en stor framställning av Luther i Worms. Bland hans ålderdomsalster är det arbete, som framför allt gjort honom omtyckt och känd, Bibel in Bildern (1852–1862, med 240 teckningar, svensk upplaga, "Bibliska bilder", 1863). Han utförde glasmålningskartonger, bland annat till Paulskyrkan i London. Verket Zeichnungen av Schnorr utgavs 1878, Briefe aus Italien (från 1817–1827) trycktes 1886.